# 藍田原人
藍田原人（らんでんげんじん）は、中華人民共和国陝西省で発見された人類である。

## 概要
陝西省南部、漢中に近い険しい秦嶺山脈の山中、渭南専区藍田県（現在は西安市に属し）の洩湖郷の陳家窩遺跡（1963年発見）と九間房郷の公王嶺遺跡（1964年発見）によって構成される藍田遺跡から人の頭蓋骨と下顎骨が発見された。頭蓋骨は推定800cc程度の脳容量の平均的な原人ホモ・エレクトスの化石だった。この化石は推定およそ100万年前～70万年前のものであるとされている。
また、この上の新しい地層からはスクレイパーなどの石器が発見された。
化石周辺からは熱帯系のイノシシ、パンダなどの動物が発見された。
藍田原人も北京原人などと同様にアジアに進出したものの、子孫を残さずに絶滅したホモ・エレクトスの一群であり、厳密には現代の人類の祖先ではない。